# Monti del Matese
De Monti del Matese is een bergketen op de grens van de Zuid-Italiaanse regio's Campanië en Molise.
Het gebergte, dat deel uitmaakt van de Apennijnen, heeft als hoogste top de 2050 meter hoge Monte Miletto. Twee andere hoge toppen zijn la Gallinola (1923 m) en Monte Mutria (1823 m). In 2002 heeft het gebied, aan de zijde van Campanië, de status van regionaal natuurpark gekregen vanwege de ongereptheid en bijzondere flora en fauna. Sinds enkele jaren wordt de bruine beer na lange afwezigheid weer in het gebergte gesignaleerd.
In het gebergte ligt op 1011 meter hoogte het Lago del Matese dat het grootste (5 km²) karstmeer van Italië is. Het kalkrijke gebied is telt vele dolinen en grotten zoals de Grotte del Lete.
's Winters wordt op de hellingen van de Monte Miletto gewintersport, vooral bij de plaats Campitello Matese dat 45 kilometer piste heeft.

## Belangrijkste plaatsen
- Noordzijde (Molise): Bojano, Cercemaggiore en Sepino.
- Zuidzijde (Campanië): Cusano Mutri, Piedimonte Matese en San Gregorio Matese.